# Commission de la carte d'identité des journalistes professionnels
La Commission de la carte d’identité des journalistes professionnels (CCIJP) a pour mission d'attribuer la carte de presse en France conformément à la loi Brachard votée à l'unanimité par le parlement en 1935. Comme c'est son unique mission, elle est couramment appelée Commission de la carte de presse.

## Mission
La carte de presse a été créée pour éviter que des journalistes soient influencés dans leurs écrits par le fait qu'ils exercent majoritairement leur activité dans un autre métier (publicitaire, avocat, commercial) pour le compte d'une entreprise ne vivant pas de la vente d'un média.
Travailler pour un média professionnel destiné à toute la profession (magazine des lunetiers par exemple) n'empêche pas l'obtention tant que l'on ne perçoit pas de revenu autres que ceux du média (publicité pour une marque).
À l'inverse, travailler pour un média professionnel réservé aux employés de l’entreprise (Les Infos SNCF par exemple), est un travail de communication interne (ressources humaines). De même, travailler pour un média professionnel réservé aux clients de l'entreprise (TGV magazine par exemple), est un travail de communication externe (marketing client) et même de valorisation (vente d'encarts publicitaires).
La presse audiovisuelle est traitée de la même façon que la presse écrite. Les employés d'une agence de presse le sont également si elle est agréée.
Depuis 1974, les dessinateurs de presse sont acceptés par principe (voir Roland Garel : L'action à la Commission de la carte de presse)
La Commission de la carte d'identité des journalistes professionnels a pour mission de rechercher, pour chaque demande :
- s’il s’agit bien d’une occupation principale et régulière (3 mois consécutifs pour une première demande) ;
- si celle-ci procure au postulant l’essentiel de ses ressources soit plus de 50 %. Lorsque ce chiffre est supérieur à 75 %, l'obtention de la carte est automatique, la commission n'ayant pas les moyens d'enquêter pour chacun des quelque 36 000 journalistes recensés en France.

En raison de l'égalité nationale, la commission ne peut jamais refuser un postulant qui remplit les critères.
En pratique elle demande un extrait de casier judiciaire, pour rechercher si le postulant est condamné à une interdiction d'exercer la profession de journaliste. Cette demande excède la mission fixée à la commission, qui n'a donc pas le droit de demander d'extrait de casier judiciaire. De fait, même l'employeur n'a pas le droit de demander l'extrait de casier judiciaire de son employé sauf manipulation d'argent (caissier) ou obligation légale (encadrement de personnes vulnérables).

## Historique
Le vote à l'unanimité par le parlement en 1935 fait suite au rapport Brachard.
La CCIJP est réunie pour la première fois le 22 mai 1936.
Dès ses débuts, la Commission eut à trancher sur le cas des cadreurs d'actualité de Pathé Cinéma qui n'étaient pas employés par une entreprise de presse. Après trois ans de débats, elle a décidé que ces cadreurs accomplissent bien un travail de nature journalistique.
Ceci donne[Quand ?] le statut de journaliste reporter d'images (JRI).
L'ordonnance du 2 mars 1945 a transformé la CCIJP en commission d'épuration des collaborateurs en temps d'occupation, la nouvelle carte de presse n'étant délivrée qu'après s'être assuré que le demandeur ne s'est pas compromis avec la presse de la collaboration, situation d'exception qui dure jusqu'à juin 1946.
À partir de novembre 1980, la CCIJP obtient le droit exclusif de délivrer aux titulaires de la carte de presse à la suite de la colère de l’ensemble des reporters photographes qui déposent, en signe de protestation, leurs appareils à la sortie d'un Conseil des ministres pour protester contre la blessure subie par l'un des leurs, Georges Bendrihem, la section photoreporters de l'Union nationale des syndicats de journalistes (UNSJ) appelant à boycotter toutes prises de vues d'actualités durant la journée du mercredi 11 juin, jour du conseil des ministres. 
Fin 2009, la CCIJP a entrepris d'éplucher ses formulaires de demande afin de se doter d'un outil statistique permettant de mieux connaitre la profession des journalistes, qui a connu un fort développement depuis la loi de 1974.

## Composition
La commission est paritaire : y siègent huit élus des employeurs et huit élus des salariés.
À l'issue des élections de 2012, ouvertes aux 36 127 journalistes, cinq des huit élus étaient du Syndicat national des journalistes, qui a recueilli 51,28 % des voix, deux du Syndicat national des journalistes CGT (20,89 %) et un de l'Union syndicale des journalistes CFDT (13,15 %).

### Mode d'élection
Tous les trois ans, « l'élection des journalistes a lieu à bulletin secret au scrutin de liste à deux tours, à la représentation proportionnelle suivant la règle de la plus forte moyenne, avec vote préférentiel et sans panachage ».
La méthode consiste à calculer le rapport entre le nombre de voix d'une liste et son nombre de sièges  augmenté d'une unité, pour simuler le fait qu'on attribuerait le premier siège restant à cette liste. Il est attribué à la liste qui a le rapport le plus élevé. On recalcule ces rapports pour l'attribution du deuxième siège, en retirant le premier, et ainsi de suite jusqu'à attribuer tous les sièges.

## Intervention déontologique
Le 4 février 1992, la Commission de la carte a réagi au « dérapages » commis par certains médias dans la couverture de la guerre du Koweït ou dans d'autres affaires très récentes, comme celle de PPDA, qui avait violé la déontologie en proposant une interview truquée de Fidel Castro le 16 décembre 1991 sur TF1. Le trucage est démontré le mois suivant, c'est-à-dire en janvier 1992, par le magazine Télérama puis par le journaliste Pierre Carles : il consiste à monter l'interview pour faire croire que Patrick Poivre d'Arvor s'entretient face à face avec le leader cubain alors que les « réponses » aux questions - posées en fait par d'autres journalistes, notamment l'Argentine Claudia Nye, et non Patrick Poivre d'Arvor - ne sont que des extraits d'une conférence de presse de Castro.
La commission a adopté à l’unanimité un communiqué déclarant que "face au discrédit dont les médias font l’objet dans l’opinion publique, si l’on en croit les sondages, et compte tenu des conditions de plus en plus scabreuses qui président à la collecte de l’information", elle appelle ses quelque 27000 ayants droit à la plus grande vigilance. « Devant la cascade de “dérapages” qui sapent la crédibilité des journalistes et des médias, la Commission de la carte estime de son devoir d’appeler solennellement les éditeurs et les journalistes, chacun selon ses responsabilités, à conjuguer leurs efforts pour donner un coup d’arrêt à cette dangereuse dérive », affirme le texte.
Cet appel, qui constituait une « première » dans l’histoire de la CCIJP, suscita la critique d’un certain nombre de patrons de presse, dont celle de Jean Miot, directeur délégué du Figaro et président du Syndicat de la presse parisienne (SPP).

## Critiques
La CCIJP est principalement critiquée par les postulants qui se voient refuser leur demande [réf. nécessaire].
Le plus souvent les refus concernent des animateurs, à qui l'on reproche de faire l'animation et non du journalisme. Ceux-ci sont d'autant plus critiques lorsque leur carrière évolue et que la carte de presse qu'ils possèdent leur est retirée [réf. nécessaire].
La CCIJP est aussi critiquée par de nombreux photographes de presse. Les règles d'obtention de la carte de presse apparaissent comme déconnectés de la réalité pour de nombreux photographes de presse. Les revenus de la photographie de presse s'étant écroulés ces dernières années, de nombreux photographes ne peuvent plus répondre à la règle des 50% pour obtenir la carte de presse. Beaucoup de photographes réclament une meilleure prise en considération de leur réalité économique et professionnelle pour l'obtention de la carte [réf. nécessaire].
Le 16 janvier 2024, une tribune inédite publiée dans Télérama signée de 200 professionnels dont de nombreux Prix Albert-Londres privés de carte de presse appellent à en revoir les conditions d’obtention. Ils accusent la CCIJP d’ignorer tout critère déontologique et de manquer à son devoir de protection des plus précaires.

## Autres commissions de la profession
La CCIJP est la plus connue des cinq grandes commissions qui encadrent la profession du journalisme, en vertu du paritarisme et de lois spécifiques. Les quatre autres sont : 
- la Commission arbitrale ;
- la Commission des droits d'auteur des journalistes ;
- la Commission paritaire des journalistes rémunérés à la pige ;
- la Commission paritaire nationale de l'emploi des journalistes.